# Roland D-70
Pour les articles homonymes, voir D70.
Le D-70 est un synthétiseur de la marque Roland Corporation, produit en 1990-1991.
Le D70 est doté d'un clavier 76 touches et malgré son nom, c'est en fait le successeur du U-20.
Il possède de nombreux réglages accessibles en façade par des boutons et des faders. Les patchs/performances sont composés de 2 à 4 couches de sons appelés Tones.
Il est équipé des connecteurs et prises habituelles : casque, pédalier, midi In/Out/Thru et de 3 emplacement pour les cartes Rom/Ram. A noter que le câble d'alimentation est non amovible.
Certains D70 ont souffert du problème de "Red Glue" typique des synthétiseurs Roland de cette époque (JD 800, U20, D70, JV80). La colle rouge qui tient les contrepoids sous la touche se délite avec le temps et coule dans la machine abimant parfois irrémédiablement le clavier.